# Alessandra Biaggi
Alessandra Rose Biaggi (Mount Vernon, 20 de mayo de 1986) es una política estadounidense que se desempeñó como miembro del Senado del estado de Nueva York desde 2019 hasta 2022, en representación del distrito 34, que incluía partes de los condados de Bronx y Westchester. Es nieta del ex congresista estadounidense Mario Biaggi.
En febrero de 2022, Biaggi anunció su candidatura para el 3.° distrito congresional de Nueva York después de que el representante titular Thomas Suozzi anunciara su candidatura a gobernador de Nueva York. Después de que la redistritación ordenada por la corte eliminó el condado de Westchester y el Bronx del 3.° distrito congresional, Biaggi anunció su candidatura para el 17.º distrito congresional, donde compitió contra Sean Patrick Maloney, quien decidió postularse en el 17.º distrito en lugar del 18.° distrito, que actualmente representa, pero fue derrotada por Maloney.

## Educación y vida tempranas
Biaggi nació en Mount Vernon, Nueva York, y es ítalo-estadounidense. Sus bisabuelos habían emigrado a los Estados Unidos desde Italia, y ella es la cuarta generación de su familia que vive en su distrito. Creció primero en Fort Lee, Nueva Jersey, y cuando tenía ocho años se mudó con su familia a Pelham, Nueva York. Cuando era niña, fue abusada sexualmente durante más de un año.
Se graduó de Pelham Memorial High School (2004), donde Biaggi era animadora. Después de asistir a Universidad Loyola Maryland, Biaggi se transfirió y finalmente se graduó de la Universidad de Nueva York con una licenciatura en artes en 2008.
Luego asistió por primera vez a la Facultad de Derecho de la Universidad de St. John. Posteriormente se transfirió y se graduó de la Facultad de Derecho de Fordham en 2012, donde fue miembro de Fordham Law Review. Fue la primera mujer de su familia en graduarse de la facultad de derecho. En 2014, asistió a la Escuela de Campaña de Mujeres en la Universidad de Yale.

## Carrera

### Primeros años
Biaggi hizo una pasantía en la oficina del congresista estadounidense Joseph Crowley después de la universidad, y mientras estudiaba derecho en la Oficina de fraudes del fiscal de distrito de Brooklyn y la Oficina del fiscal federal para las oficinas de apelación y corrupción pública del distrito sur de Nueva York.  Luego trabajó de 2014 a 2015 en su primer trabajo como abogada, como Consejera General Adjunta de la Oficina de Recuperación de Tormentas del Gobernador del Estado de Nueva York, Andrew Cuomo.
Desde mayo de 2015 hasta diciembre de 2016, durante la campaña para las elecciones presidenciales de 2016, Biaggi se desempeñó como Director Nacional Adjunto de Operaciones para la campaña presidencial de Hillary Clinton de 2016.
Después de las elecciones, trabajó en varias medidas de promoción y participación de los votantes.  También creó la Guía para tomar acción para el activismo.

### Senadora estatal
Biaggi se ha desempeñado desde 2019 como presidente del Comité Senatorial de Ética y Gobernanza Interna.
Combatir el abuso sexual es uno de los temas centrales de Biaggi como senadora estatal.  Dirigió las primeras audiencias públicas en el Senado del estado de Nueva York sobre acoso sexual y luchó por leyes más estrictas contra el acoso sexual.

#### Campaña
Biaggi se postuló en 2018 en las primarias para la nominación demócrata al Senado del Estado de Nueva York en el Distrito 34. Con solo 32 años, compitió contra el poderoso titular de larga data Jeffrey D. Klein, el demócrata número 2 en el Senado de Nueva York y líder de la Conferencia Demócrata Independiente, que había ocupado el escaño durante 14 años. Klein gastó más que Biaggi por una proporción de 9 a 1, gastando $2,7 millones frente a sus $333.000.
Biaggi derrotó a Klein en las primarias, 54% a 46%.
Posteriormente, el 6 de noviembre de 2018, derrotó al republicano Richard Ribustello por un 76,0%-14,9% y fue elegida para el Senado del estado de Nueva York. A los 32 años de edad, se convirtió en una de las mujeres más jóvenes elegidas para el Senado del Estado de Nueva York.

#### Mandato
A principios o mediados de 2019, Biaggi despidió a casi todos sus empleados masculinos, incluido el subjefe de gabinete. Este último indicó que Biaggi tenía la intención de reemplazar a los empleados despedidos con mujeres.
En junio de 2019, la legislatura de Nueva York aprobó una amplia legislación contra el acoso sexual que Biaggi había patrocinado. Entre otras cosas, los proyectos de ley redujeron la capacidad de los empleadores para evitar la responsabilidad por el comportamiento de sus empleados, proporcionaron honorarios de abogados y daños punitivos, y alargaron el plazo para presentar quejas. En sus primeros seis meses en el cargo, Biaggi presentó 80 proyectos de ley, 17 de los cuales fueron aprobados.
En 2020, Biaggi ganó las primarias demócratas con el 88% de los votos. Luego ganó las elecciones generales con el 74% de los votos.

## Vida personal
El abuelo de Biaggi, Mario Biaggi, se desempeñó como miembro demócrata de la Cámara de Representantes de los Estados Unidos desde Nueva York de 1969 a 1988.
El 22 de julio de 2019, en Tarrytown, Nueva York, Biaggi se casó con Nathaniel Koloc. Es un consultor de gestión a quien conoció en 2015 y que también trabajó en la campaña presidencial de Hillary Clinton en 2016.